# Агуа-Кальенте
Агуа-Кальенте (англ. Agua Caliente Indian Reservation) — индейская резервация, расположенная в южной части штата Калифорния, США.

## История
Резервация была создана 15 мая 1876 года указом президента США Улисса Гранта для племени кауилья. В 1877 и 1907 годах территория Агуа-Кальенте была расширена.

## География
Резервация расположена на юге Калифорнии в округе Риверсайд Общая площадь резервации составляет 139,04 км², из них 138,09 км² приходится на сушу и 0,94 км² — на воду.
Административным центром Агуа-Кальенте является город Палм-Спрингс, поскольку 2700 гектаров территории резервации находятся в пределах города, племя является крупнейшим коллективным землевладельцем города. В пределах Агуа-Кальенте, к югу-западу от Палм-Спрингс, находятся несколько каньонов, которые занесены в Национальный реестр исторических мест США.

## Демография
В 2019 году в резервации проживало 26 811 человек. Расовый состав населения: белые — 22 694 чел., афроамериканцы — 997 чел., коренные американцы (индейцы США) — 215 чел., азиаты — 1 060 чел., океанийцы — 82 чел., представители других рас — 1 054 чел., представители двух или более рас — 709 человек. Плотность населения составляла 192,83 чел./км².

## Комментарии
1. ↑  В состав резервации входит часть населённого пункта.